# کوچاینا
کوچاینا (به صربی: Kučajna) یک منطقهٔ مسکونی در صربستان است که در کوچوو واقع شده‌است. کوچاینا ۴۶۸ نفر جمعیت دارد.